# Fereydoon Forooghi
Fereydoon Foroughi (Teheran, 29 januari 1951 – aldaar, 5 oktober 2001) was een Iraanse zanger, muzikant en componist. Naast zijn studies in acteren, gitaar spelen, piano en orgel componeerde hij ook muziek. Zijn stijl was geïnspireerd door jazz en blues.
- International Standard Name Identifier: 0000 0004 6701 0529
- MusicBrainz: df6285c9-e2bc-48c5-912d-31c8e266c4e0